# Peromyia valens
Peromyia valens är en tvåvingeart som beskrevs av Jaschhof 2001. Peromyia valens ingår i släktet Peromyia och familjen gallmyggor. Inga underarter finns listade i Catalogue of Life.